# 旧正マッコ市
旧正マッコ市（きゅうしょうまっこいち）とは、黒石市で毎年2月の第一日曜日に開催されるバーゲンセールのことである。

## 概要
もともとは旧正月に開催され、仕事や学校へ出かける前に買い物ができるよう早朝から店を開けて売出しを始めていたのが始まり。その後、開催日が2月の第一日曜日に変更された後も早朝から開催される習慣は変わらず残った。「マッコ」とは津軽弁でお年玉の事で、この日に買い物をすると「マッコ」として粗品をプレゼントされる。